# Mastira menoka
Mastira menoka is een spinnensoort in de taxonomische indeling van de krabspinnen (Thomisidae).
Het dier behoort tot het geslacht Mastira. De wetenschappelijke naam van de soort werd voor het eerst geldig gepubliceerd in 1963 door Benoy Krishna Tikader.